# Psyrassa oaxacae
Psyrassa oaxacae là một loài bọ cánh cứng trong họ Cerambycidae.